# Unidad formadora de placas
Una unidad formadora de placas (UFP; en inglés, PFU, plaque-forming unit) es una medida utilizada en virología para describir el número de partículas de virus capaces de formar placas por unidad de volumen. Es una medida  proxy, más que una medida de la cantidad absoluta de partículas: partículas virales que son defectuosas o que fallan a la hora de infectar su célula objetivo, no producirán una placa y así no se contarán.
Por ejemplo, una solución de virus de encefalitis transmitida por garrapatas con una concentración de 1000 PFU/μl indica que 1 μl de la solución contiene bastantes partículas de virus para producir 1000 placas contagiosas en una mono-capa de células, pero no se puede hacer ninguna inferencia sobre la relación de PFU respecto al número de partículas de virus. El concepto de unidades que forman placa de virus es equivalente al concepto de unidades que forman colonias de bacterias.

Existen otras técnicas como la citometría de flujo o la PCR cuantitativa (qPCR), que permiten una cuantificación exacta de las partículas totales o de las copias de genoma vírico total, respectivamente, es decir, partículas funcionales más partículas no funcionales. La unidad empleada para la cuantificación mediante citometría, sería la de partículas víricas por mililitro (vp/mL, del inglés: partículas virales).